# Krystyna Klimaszewska

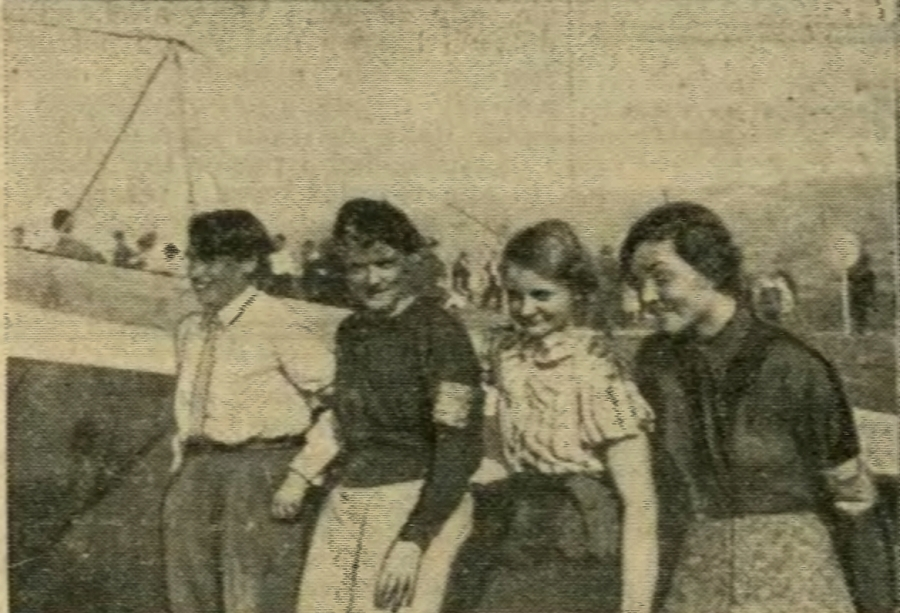
Competición de vuelo a vela polaco, Ustjanowa 1935.
Desde la izquierda: Wanda Modlibowska (Aero Club Poznań), Maria Younga (Lviv), Krystyna Ganowiczówna (Aero Club Poznań), Jadwiga Maćkowska.

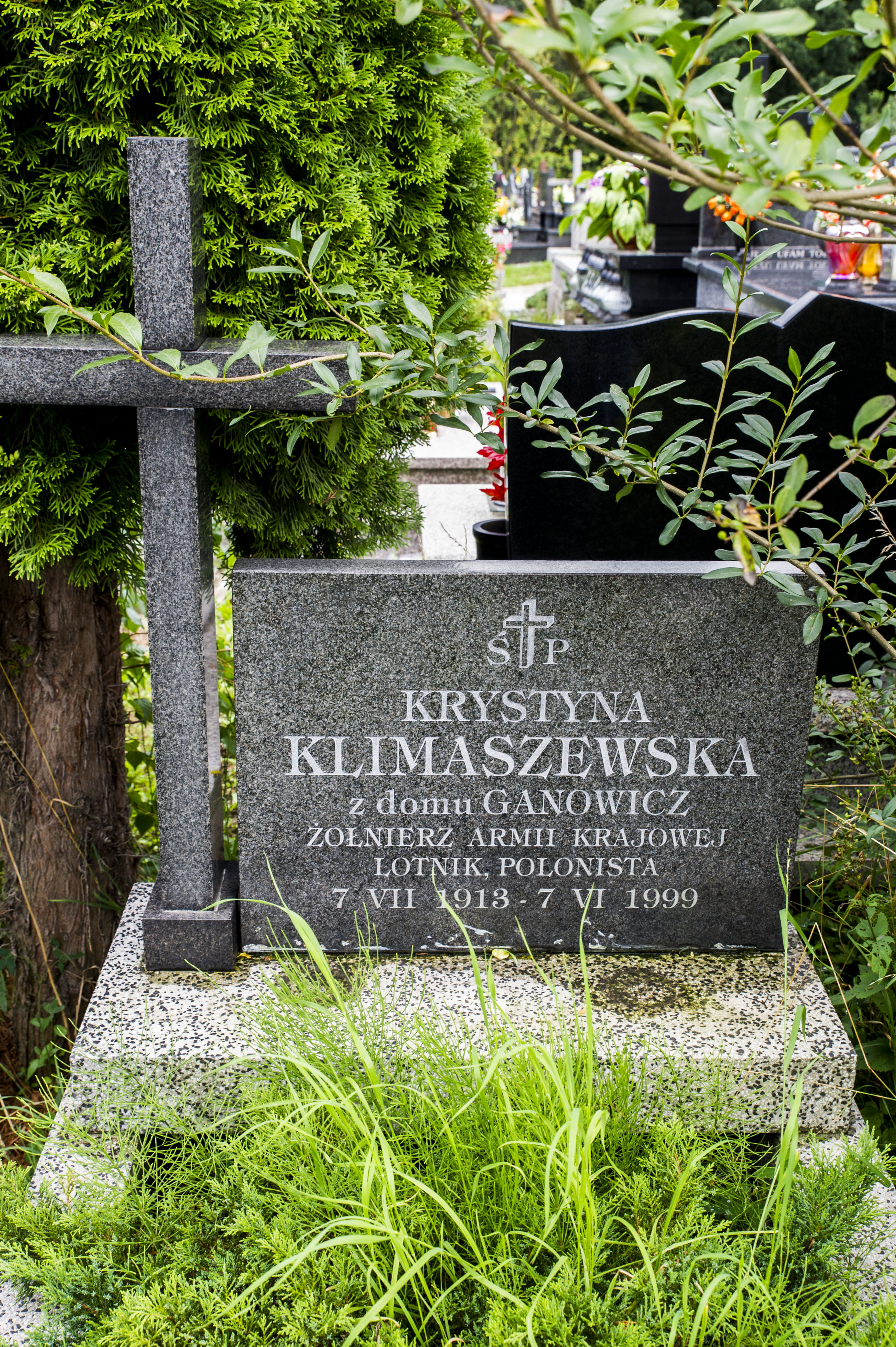
Krystyna Klimaszewska, née Ganowicz, lápida en el cementerio de Nowy Sącz

Krystyna Klimaszewska, también conocida con su apellido de soltera Ganowiczówna (nacida el 7 de julio de 1913 en Poznań, fallecida el 7 de junio de 1999 en Nowy Sącz ) - campeona polaca de vuelo a vela en 1935, activista del movimiento de resistencia en las estructuras del Cuartel General del Ejército Nacional (alias "Ewa"), máster en filología polaca.
Krystyna era hija de Czesław Ganowicz y Janina de soltera Wentzel. Su padre y sus antepasados procedían de una familia que vivía en Gostyń desde al menos el siglo XVI. Krystyna tenía un hermano, Zbigniew, un año mayor que ella. Comenzó su educación en Poznań. En 1927, la familia se mudó a Inowrocław, donde el Dr. Ganowicz abrió una práctica médica. Allí, en 1931, Krystyna se graduó del Gymnasium Privado para niñas Maria Konopnicka. Estudió en la Universidad de Poznań. En junio de 1938, recibió el título de licenciada en filosofía en filología polaca.
El vuelo a vela era la gran pasión de Ganowiczówna. Perteneció a la primera sección femenina de planeadores en Polonia, que operaba en el Aero Club de Poznań. Desde el momento de la creación de sección, es decir a partir del 10 de noviembre de 1932, fue miembro de su consejo ejecutivo. También era el orgullo de la Escuela de Vuelo a Vela de Fordon (en Fordon cerca Bydgoszcz), donde hacia 1934 recibió una formación básica. El 25 de agosto de 1935, durante los preparativos para la competición de vuelo sin motor en Bezmiechowa Górna, Krystyna Ganowiczówna realizó el primer vuelo a vela nocturno en un planeador. Ella voló el planeador "Komar" (Mosquito) . Permaneció en el aire durante 5 horas y 40 minutos, incluidas aproximadamente 2 horas de vuelo nocturno. Alcanzó una altitud de 950 metros sobre la línea de salida. Poco después, en Lviv, comenzó y completó con éxito un curso de vuelo sin motor detrás del avión. Durante la Tercera Competición Nacional de Vuelo sin motor en Ustjanowa, que duró del 22 de septiembre al 6 de octubre de 1935, Krystyna, volando el planeador "Komar", estableció el récord de las mujeres polacas en altitud de vuelo, alcanzando los 1800 m (el récord anterior era de 975 m. En 1936, Ganowiczówna era un piloto de planeador profesional de categoría C. En diciembre de 1936, el Aero Club polaco la aprobó como comisaria auxiliar del  Aero Club de Poznań para la competición de vuelo sin motor de 1937.
De su padre médico, pero también escritor y filósofo, Krystyna heredó la ligereza de pluma. En la década de 1930, escribió numerosos relatos y artículos publicados en la prensa nacional y regional. A mediados de agosto de 1939, realizó transmisiones de radio.
Durante la guerra, Ganowiczówna vivió en Varsovia. A principios de la década de 1940, comenzó a trabajar con el servicio de inteligencia clandestino. Al mismo tiempo, se casó con Sándor Benis, soldado Ejército Nacional clandestino, que murió durante el Levantamiento de Varsovia. Sándor Benis era conocido en el movimiento clandestino como Henryk Klimaszewski. Este también era el apellido de su esposa. Tenía un alias "Ewa". Fue secretaria de la División "997" de la 2ª División del Cuartel General del Ejército Nacional (servicios de inteligencia extranjeros).
En el verano de 1947, Krystyna Klimaszewska se convirtió en la directora del centro de entrenamiento de vuelo sin motor en Stara Miłosna, establecido por decisión del Ministerio de Comunicaciones. El centro tenía siete planeadores de entrenamiento y treinta personas asistieron al primer curso. A mediados de la década de 1960, trabajó en el Departamento de Publicaciones del Instituto Central de Información Científica, Técnica y Económica de Varsovia.
Krystyna Klimaszewska, de soltera Ganowicz, murió el 7 de junio de 1999 en Nowy Sącz. Fue enterrada en el cementerio de Gołąbkowice.